# Ill (trigramme)
Cette page contient des caractères spéciaux ou non latins. S’ils s’affichent mal (▯, ?, etc.), consultez la page d’aide Unicode.
Pour les articles homonymes, voir Ill.
Ill (minuscule ill) est un trigramme de l'alphabet latin composé d'un I et de deux L.

## Linguistique
- En français, le trigramme « ill » représente principalement la semi-voyelle [j] devant une voyelle, y compris un e caduc : ex. paillis, meilleur, feuille, nouille. En l'absence d'une voyelle précédente, le i prend valeur de voyelle pleine, auquel cas le trigramme représente la séquence [ij] : ex. fille, piller. En fin de mot, on emploie à la place le digramme il : ex.  bail, sommeil, cerfeuil.

## Représentation informatique
Il n'existe aucun encodage de Ill sous un seul signe, il est toujours réalisé en accolant un I et deux L.